# Ormosia bicornis
Ormosia bicornis är en tvåvingeart som först beskrevs av de Meijere 1920.  Ormosia bicornis ingår i släktet Ormosia och familjen småharkrankar. Inga underarter finns listade i Catalogue of Life.